# Galbalcyrhynchus
Galbalcyrhynchus es un género de aves piciformes perteneciente a la familia Galbulidae cuyos miembros viven en las selvas tropicales al este de los Andes.

## Especies
Se reconocen dos especies:
- Galbalcyrhynchus leucotis - jacamará orejiblanco;
- Galbalcyrhynchus purusianus - jacamará del Purús.